# Río Poya
El río Poya es un río en el centro-occidente de Nueva Caledonia. Su origen se encuentra cerca del Monte Aopinie. La ciudad de Poya se encuentra en la orilla del río, no lejos del mar. La desembocadura se produce en la bahía de Poya, que se caracteriza por los manglares de gran tamaño.